# Crocodylus mindorensis
El cocodrilo filipino o de Mindoro (Crocodylus mindorensis) es una especie de cocodrilo en peligro de extinción, tiene una altura de 18 y una longitud de cuerpo de hasta 2,45 metros para los machos, las hembras son ligeramente más pequeñas, además posee un hocico relativamente ancho para un cocodrilo, endémica de Filipinas. Sólo se encuentra en ríos y zonas pantanosas de Mindanao y algunas de las Bisayas. Su aspecto es tan similar al cocodrilo de Nueva Guinea que durante años se le consideró a ambos como una única especie.
El cocodrilo de Filipinas no consigue ser tan grande como algunos de los cocodrilos de agua salada que son nativos de la misma zona. Esta especie de cocodrilo es una de las especies más gravemente amenazadas alrededor. El declive de esta especie se debió en general a la explotación. No hay más de 500-1000 que viven fuera de cautiverio. Los próximos 10 años más o menos será muy importante para la supervivencia de este animal.